# The Sitter Downers
The Sitter Downers (br.: Os rapazes são capazes) é um filme estadunidense curta metragem de 1937 dirigido por Del Lord. É o 27º filme de um total de 190 da série com os Três Patetas produzida pela Columbia Pictures entre 1934 e 1959.

## Enredo
Os Três Patetas insistentemente pedem em casamento três irmãs mas o pai delas (James C. Morton) nega o consentimento. O trio então entra em greve e permanece "acampado" no apartamento das moças por várias semanas até conseguirem convencer o pai. Durante esse tempo, eles recebem diversas cartas de apoio e com muitas oferecendo presentes, inclusive material para uma casa pré-fabricada. O pai cede e os três vão com as noivas até o local onde a casa será construida. O material é entregue mas não há carpinteiros, com os Patetas tendo que eles mesmos construirem a casa. Eles se negam alegando estarem ainda em lua de mel e entram em greve novamente, mas as noivas os forçam a trabalharem. O trio termina a construção mas a casa está totalmente errada. Larry é perguntado sobre uma escada colocada no meio da parede, por exemplo, e ele responde que eram prateleiras. Outros erros são portas na horizontal e uma banheira suspensa na parede. Ao final, uma das noivas tira uma coluna do meio da sala e a casa toda desaba.